# Cithara Sanctorum
Cithara Sanctorum (Цитара санкторум, «Лира Святых», Tranoscius) − сборник протестантских гимнов, изданны Юраем Трановским в 1636 году, содержащий 414 духовных песен, из которых 150 сочинил он сам. Это самый распространённый чешский протестантский канционал.
Этот канционал Трановского и по сей день составляет основу чешских и словацких лютеранских гимнов. На фоне нехватки словацкой литературы словацкие гимны Трановского стали источником национального самосознания.